# Ли Ејкерс (Њу Мексико)
Ли Ејкерс (енгл. Lee Acres) насељено је место без административног статуса у америчкој савезној држави Њу Мексико.

## Демографија
По попису из 2010. године број становника је 5.858.
| Група             | 2000.    | 2010.         |
| Белци             | 0 (0,0%) | 2.594 (44,3%) |
| Афроамериканци    | 0 (0,0%) | 40 (0,7%)     |
| Азијати           | 0 (0,0%) | 19 (0,3%)     |
| Хиспаноамериканци | 0 (0,0%) | 2.168 (37,0%) |
| Укупно            | 0        | 5.858         |